# Хадла Тоумасдоуттир
Ха́дла То́умасдоуттир (исл. Halla Tómasdóttir; род. 11 октября 1968, Рейкьявик) — исландская политическая и государственная деятельница, предпринимательница и инвестор. По результатам президентских выборов 1 июня 2024 года избрана президентом Исландии.

## Биография
Родилась 11 октября 1968 года в Рейкьявике, столице Исландии. Её отец был сантехником, а мать — психотерапевтом.
В 1993 году окончила Auburn University at Montgomery (США) по специальности «Деловое администрирование», а в 1995 году получила степень MBA в Thunderbird School of Global Management.
Начала карьеру в международных компаниях Mars и PepsiCo, работая в сфере управления персоналом и организационного развития.
Была одним из инициаторов создания частного Университета Рейкьявика, основанного в 1998 году.
С 2006 года работала исполнительным директором Торговой палаты Исландии, первая женщина на этом посту.
В 2007 году вместе с Кристин Пьетюрсдоуттир (Kristín Pétursdóttir) основала компанию Audur Capital, специализирующуюся на предоставлении финансовых услуг.
Хадла Тоумасдоуттир являлась одним из директоров некоммерческой организации The B Team, продвигающей осознанные бизнес-практики.

### Политическая деятельность
Баллотировалась на президентских выборах 25 июня 2016 года. Набрала 50 995 голосов (27,9 %) и уступила Гвюдни Йоуханнессону, который набрал 71 356 голосов (39,1 %).
Второй раз баллотировалась на президентских выборах 1 июня 2024 года, на которых набрала 34,3 % голосов и одержала победу. Вступила в должность 1 августа. Хадла Тоумасдоуттир стала второй женщиной-президентом Исландии после Вигдис Финнбогадоуттир, которая была президентом в 1980—1996 годах.